# Moosach (Salzach)
Die Moosach, amtlich verzeichnet als Moosache, ist ein 25 km langer, orographisch rechter Nebenfluss der Salzach im oberösterreichischen Bezirk Braunau am Inn. Sie entspringt im Gemeindegebiet von Feldkirchen bei Mattighofen und mündet bei Riedersbach in die Salzach.

## Verlauf
Die Moosach entspringt östlich der Ortschaft Vormoos (Gemeinde Feldkirchen bei Mattighofen) und fließt bis zum Moosdorfer Ort Stadl Richtung Westen, danach bis Elling Richtung Südwesten. Hierauf beschreibt sie einen großen, nach Norden ausgreifenden Bogen bis zurück zum Ort Hackenbuch. In diesem Abschnitt verläuft die Moosach weitgehend in künstlich geschaffenen, geradlinigen Kanälen und durchfließt den kleinen Seeleitensee bei Ibm (Gemeinde Eggelsberg). Danach fließt die Moosach weiter Richtung Südwesten und bildet entlang der Gemeindegrenzen von Sankt Pantaleon auf oberösterreichischer und Sankt Georgen bei Salzburg auf Salzburger Seite über rund 10 Kilometer die Grenze zwischen diesen Bundesländern.
Auf dem Weg ab Hackenbuch gräbt sich die Moosach immer tiefer in das sie umgebende Moränenland ein. Sie fließt südlich der Ortschaften Steinwag, Loidersdorf, Laubenbach, Sankt Pantaleon, Reith, Mühlach und Kirchberg dem Salzachtal entgegen. Bei der Ortschaft Au (Gemeinde Sankt Georgen bei Salzburg) erreicht sie die Niederung der Salzach, biegt nach Nordwesten ab und schlängelt sich die restlichen 4 km durch die Salzachau, um schlussendlich nahe Riedersbach (ca. 383 m ü. A.) in die Salzach zu münden.

### Nebengewässer
Die Moosach hat ein Einzugsgebiet von 125,1 Quadratkilometern. Gespeist wird sie von mehreren kleineren Bächen sowie etlichen Abflüssen aus dem Ibmer Moor. Das größte Nebengewässer ist der rund 18 km lange Pladenbach, der im Gemeindegebiet von Dorfbeuern entspringt und in der Salzachau nahe der Ortschaft Kirchberg in die Moosach mündet. Die wichtigsten Zuflüsse sind:
| Name                               | Mündungsseite | Mündungsort   | Einzugsgebiet in km² |
| ---------------------------------- | ------------- | ------------- | -------------------- |
| Wannersdorfer (Kimmelsdorfer) Bach | rechts        | Seeleitensee  | 06,4                 |
| Ibmerbach                          | rechts        | Seeleitensee  | 05,0                 |
| Heratinger Seebach                 | rechts        |               | 08,8                 |
| Frankinger Bach                    | rechts        |               | 17,3                 |
| Weidmoosbach                       | links         |               | 13,6                 |
| Seetaler Bach (Seethaler Bach)     | links         |               | 04,6                 |
| Rodingbach                         | links         |               | 03,2                 |
| Höllerer Seebach                   | rechts        | St. Pantaleon | 02,5                 |
| Kirchberger Bach                   | rechts        | Kirchberg     | 02,8                 |
| Pladenbach                         | links         | Kirchberg     | 29,8                 |

## Regulierung und Folgen
Die Moosach unterlag in den letzten Jahrhunderten einem starken Wandel. Durch Entwässerungsprojekte im Becken des Ibmer Moors sind natürliche Zuflüsse durch Kanäle ersetzt worden. Der Hackenbucher See, der Wasser für die Moosach lieferte, ist dabei verschwunden. Die Flussstrecke bis zur Salzachniederung wurde in mehreren Wellen der Flussregulierung unterworfen, sodass die Moosach auf dieser Strecke weitgehend ihren natürlichen Charakter verloren hat. Ironischerweise liegt der natürlichste Teil der Moosach im Unterlauf in den Salzachauen, die aber ihrerseits in diesem Bereich erst durch die Salzachregulierung entstanden sind.

## Wirtschaftliche Nutzung
Die Wasserkraftnutzung an der Moosach hatte eine lange Tradition. Zwischen der Ortschaft St. Pantaleon und dem Salzachtal gab es vier Standorte für eine solche Nutzung des Gewässers (Mühlen, Sägewerke, später ein Elektrizitätswerk). Sie wurden allerdings im 20. Jh. großteils aufgegeben bzw. auf Strombetrieb aus dem Leitungsnetz umgestellt.

## Brücke der Erinnerung
In der Gemeinde Sankt Pantaleon befindet sich eine Erinnerungsstätte an das während der Zeit des Nationalsozialismus betriebene Arbeitserziehungs- und Zigeuneranhaltelager St. Pantaleon-Weyer. Im Zuge der Aufarbeitung der nationalsozialistischen Vergangenheit erklärten die Bürgermeister von Sankt Georgen bei Salzburg und Sankt Pantaleon im Jahr 2009 auf Anregung von Andreas Maislinger die neben dem Mahnmal befindliche Brücke über die Moosach, die zum kleinen Salzburger Ort Moosach führt, zur „Brücke der Erinnerung“.